# Griekenland op het Eurovisiesongfestival 1977
Griekenland nam deel aan het Eurovisiesongfestival 1977 in Londen, Verenigd Koninkrijk. Het was de 3de deelname van het land op het Eurovisiesongfestival. De selectie verliep via een interne selectie. ERT was verantwoordelijk voor de Griekse bijdrage voor de editie van 1977.

## Selectieprocedure
De Griekse openbare omroep koos ervoor om net als het vorige jaar hun kandidaat intern te selecteren. Er werd uiteindelijk gekozen voor Pascalis, Marianna, Robert & Bessy, met het lied Mathima Solfege.

## In Londen
Griekenland moest als 10de optreden in Londen, net na gastland Verenigd Koninkrijk en voor Israël. Op het einde van de punten hadden de Grieken 91 punten verzameld, wat ze op een 5de plaats bracht. 
Dit was tot dan toe de hoogste notering voor het land, dit zou pas verbroken worden in 2001. Zowel België als Nederland hadden punten over voor de inzending, respectievelijk 6 en 10 punten.

### Gekregen punten

#### Finale
| 12 punten             | 10 punten                            | 8 punten             | 7 punten | 6 punten                       |
| --------------------- | ------------------------------------ | -------------------- | -------- | ------------------------------ |
| - Spanje              | - Monaco - Nederland - Portugal      |                      | - Zweden | - België - Finland - Luxemburg |
| 5 punten              | 4 punten                             | 3 punten             | 2 punten | 1 punt                         |
| - Verenigd Koninkrijk | - Duitsland - Noorwegen - Oostenrijk | - Frankrijk - Israël |          | - Italië - Zwitserland         |

### Punten gegeven door Griekenland

#### Finale
Punten gegeven in de finale:
| 12 punten | Monaco      |
| 10 punten | Ierland     |
| 8 punten  | Duitsland   |
| 7 punten  | Frankrijk   |
| 6 punten  | Zwitserland |
| 5 punten  | België      |
| 4 punten  | Spanje      |
| 3 punten  | Oostenrijk  |
| 2 punten  | Finland     |
| 1 punt    | Nederland   |

1974 · 1975 · 1976 · 1977 · 1978 · 1979 · 1980 · 1981 · 1982 · 1983 · 1984 · 1985 · 1986 · 1987 · 1988 · 1989 · 1990 · 1991 · 1992 · 1993 · 1994 · 1995 · 1996 · 1997 · 1998 · 1999-2000 · 2001 · 2002 · 2003 · 2004 · 2005 · 2006 · 2007 · 2008 · 2009 · 2010 · 2011 · 2012 · 2013 · 2014 · 2015 · 2016 · 2017 · 2018 · 2019 · 2020 · 2021 · 2022 · 2023 · 2024 · 2025